# سیارک ۱۴۷۱۹
سیارک ۱۴۷۱۹ (به انگلیسی: 14719 Sobey، نامگذاری:2000CB85) چهارده هزار و هفتصد و نوزدهمین سیارک کشف شده‌است که در ۴ فوریه ۲۰۰۰ کشف شد.
قدر مطلق سیارک برابر ۱۷.۰ است.